# La Vela Puerca
La Vela Puerca est un groupe uruguayen de rock, originaire de Montevideo. Lucas De Azevedo est le batteur du groupe jusqu'au milieu de l'année 2004, date à laquelle il quitte le groupe en raison de problèmes de santé.
Protagoniste de la nouvelle génération rock uruguayenne de la seconde moitié des années 1990, le groupe est actuellement l'un des plus populaires de son pays. Il est l'un des pionniers à se projeter vers le public international.

## Histoire

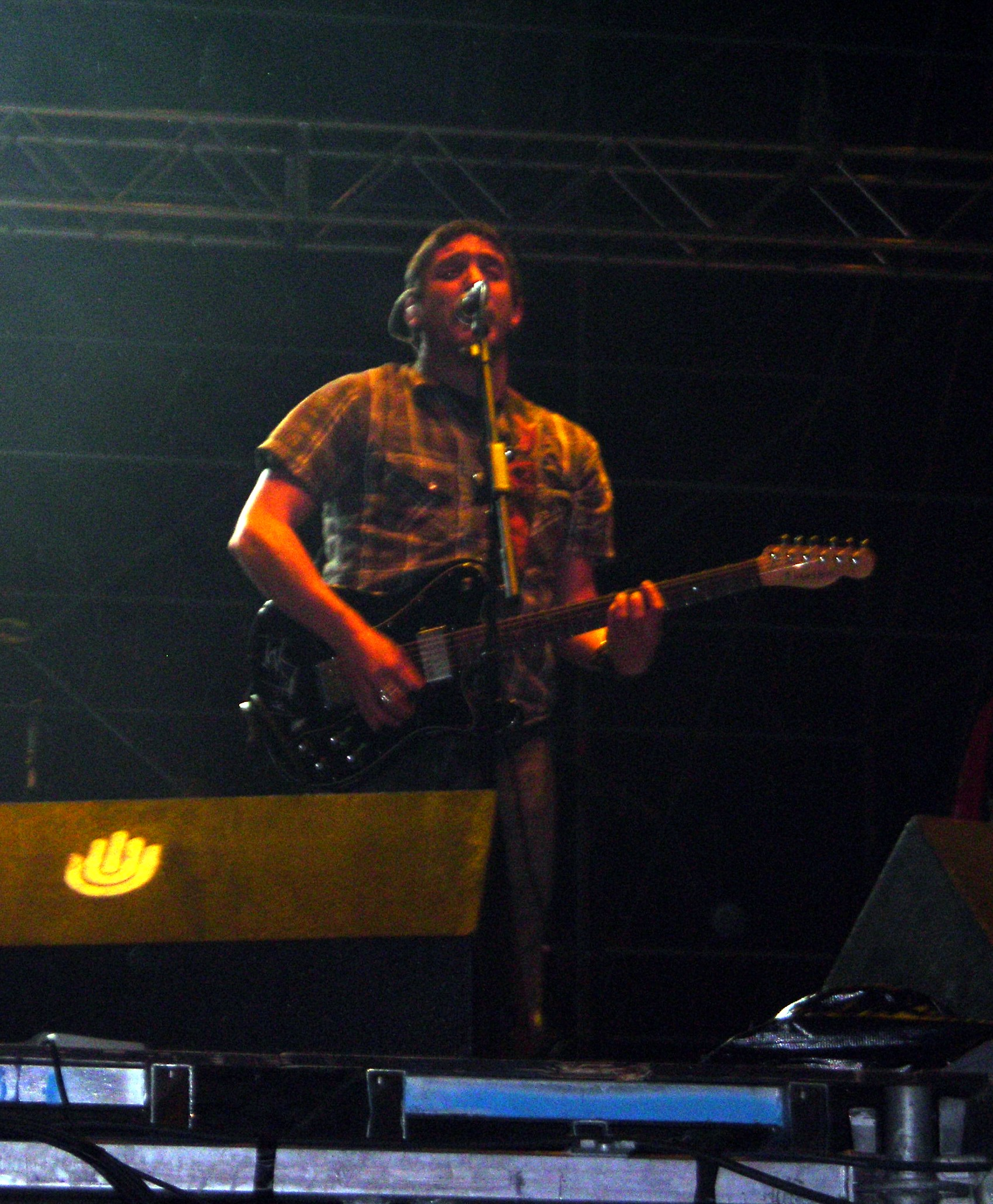
Sebastián Teysera lors d'un concert de La Vela à Extremúsika, en 2008.

Le premier concert de La Vela Puerca a lieu le 24 décembre 1995, devant le bar El Tigre (à Montevideo) ; le concert est filmé dans son intégralité par un ami du groupe. Avec cette vidéo, ils participent au concours Generación 96 organisé par l'émission Control remoto sur Canal 10. Ils remportent la première place du concours, gagnant une guitare, un amplificateur et 80 heures d'enregistrement pour leur premier album.
C'est ainsi qu'en 1998, ils sortent Deskarado, leur premier album, produit artistiquement par Claudio Taddei. L'album devient rapidement disque d'or en Uruguay. Les chansons de l'album peuvent être classées dans la catégorie du rock latino, avec des éléments de punk rock et de ska mélangés au folk uruguayen. On y trouve des chansons qui deviendront des classiques du groupe, comme Vuelan palos, Alta magia et Mi semilla. C'est cette dernière chanson qui incite le producteur Gustavo Santaolalla à s'intéresser à la proposition de La Vela et à les inviter à rejoindre Surco, un label discographique filiale d'Universal, pour rééditer leur premier album dans plusieurs pays à l'étranger et travailler avec eux sur leurs futurs albums.
En 1999, ils consolident leur position comme l'un des groupes les plus populaires de leur pays. Ils rééditent l'album Deskarado sous le nom de La Vela Puerca, le même nom que le groupe portait (et porte toujours). À la fin de cette année-là, ils se produisent au Teatro de Verano devant cinq mille personnes. L'année suivante, ils effectuent leur première tournée en Argentine. En outre, cette année-là, ils donnent des concerts avec d'autres groupes tels que Bersuit Vergarabat et Los Fabulosos Cadillacs.
En 2001, le groupe sort De bichos y flores, son deuxième album. Le style musical s'inscrit dans la continuité de leur premier album, avec un son amélioré. La liste des titres comprend de grands succès comme José sabía, Por la ciudad et El viejo. L'album est un succès commercial et devient rapidement disque d'or. L'année 2002 est remplie de concerts, dont beaucoup sont énormes, comme les deux concerts au Teatro de Verano à Montevideo, les concerts à guichets fermés au Cemento à Buenos Aires ou celui de la fin de l'année au Parque Rodó. Ils ont également effectué une tournée au Mexique. En 2003, ils effectuent leur première tournée en Europe.
Le troisième album du groupe sort à la fin de l'année 2004, sous le nom de A contraluz, qui reçoit d'excellentes critiques et réaffirme l'attrait du groupe pour le public argentin. Les membres de La Vela eux-mêmes l'ont appelé leur « album charnière »,, car bien qu'il contienne des chansons similaires à celles de leurs morceaux précédents (Llenos de magia, Caldo precoz et Escobas), il montre dans d'autres (Va a escampar, En el limbo, Clarobscuro) quelques signes d'un son plus sombre, qui sera accentué dans les albums suivants. Le morceau Zafar, l'un de leurs plus grands succès et un hymne du groupe, est mentionnée dans cet album.
En 2005 et 2006, ils donnent plusieurs concerts, dont certains très importants, notamment deux au Velódromo Municipal de Montevideo, trois à l'Estadio Obras Sanitarias et un au Luna Park, confirmant l'augmentation de leur popularité en Argentine.
Le 20 avril 2007, ils sortent El impulso, leur quatrième album studio. Après les deux précédents albums produits par Gustavo Santaolalla, la production est confiée à Juan Campodónico. Cet album marque une rupture définitive avec les premiers albums, puisqu'ils abandonnent complètement le reggae et le ska pour adopter un format plus intimiste et punk rock. Il est présenté en septembre au Velódromo de Montevideo et à l'Estadio Ferrocarril Oeste de Buenos Aires.
En 2009 et 2010, ils effectuent une tournée en Uruguay, en Espagne, en Allemagne et en Argentine pour présenter leur CD-DVD, Normalmente anormal, le premier DVD du groupe. Sorti en décembre 2009, il comprenait un documentaire sur l'histoire du groupe, des interviews et des concerts. En outre, l'édition était accompagnée de deux disques contenant 16 titres en direct (enregistrés à Buenos Aires en 2007 et à Montevideo en 2008) et 5 titres inédits, de nouvelles chansons et d'autres qui n'avaient pas été incluses dans les albums précédents. Le groupe décide de sortir cette production sous son propre label, Mi Semilla Records.
En octobre 2011, ils sortent un double album intitulé Piel y hueso. Le premier album est composé de douze chansons dans un style qui mélange le ska, le punk rock et le rock, avec des refrains qui sonnent fort avec beaucoup de vents ; le deuxième album possède six chansons dans un format plus calme et acoustique, dans lequel les arrangements de cordes se distinguent. L'album est présenté avec deux spectacles au Teatro de Verano et à l'Estadio G.E.B.A. à Buenos Aires.
En 2013, ils présentent un EP intitulé Pasaje salvo, uniquement disponible en ligne, et une édition limitée de Piel y hueso en format vinyle. En août 2013, ils donnent trois concerts au Luna Park. À partir de leurs enregistrements, ils sortent le DVD Uno para todos, qui est mis en vente en juillet 2014. En moins d'un mois, il est devenu disque de platine en Uruguay. Fin 2014, ils publient leur dernier album studio, Érase..., qui est présenté en 2015 au Velódromo de Montevideo et au Luna Park de Buenos Aires. Par la suite, La Vela Puerca effectue une tournée commémorative de ses 20 ans de carrière dans plusieurs pays d'Amérique et d'Europe. Les membres du groupe sont déclarés citoyens illustres de la ville de Montevideo le 18 novembre 2016 avant leur spectacle du 20e anniversaire au Velódromo de Montevideo. Le groupe célèbre ses 20 ans en Uruguay au Velódromo de Montevideo le 19 novembre 2016.
Puis en 2018, ils sortent leur septième album Destilar, qui est présenté le 10 août dans la ville de Córdoba, le 20 octobre au Velódromo Municipal de Montevideo et le 3 novembre au Club Ciudad de Buenos Aires.

## Discographie

### Albums studio
- 1998 : Deskarado
- 2001 : De bichos y flores
- 2004 : A contraluz
- 2007 : El impulso
- 2011 : Piel y hueso
- 2014 : Érase...
- 2018 : Destilar
- 2022 : Discopático

### Singles et EP
- 2013 : Pasaje salvo

### Albums live
- 2009 : Normalmente anormal
- 2014 : Uno para todos
- 2017 : 20 años: Festejar para sobrevivir